# Бланшемер (озеро)
Бланшемер (фр. Lac de Bettaniella) — озеро в Ла-Бресс у Вогезах, Франція.

## Виробництво електроенергії
У 1959 році муніципальне управління електроенергетики побудувало гідроелектростанцію нижче озера. Вона використовується для виробництва електроенергії для жителів Ла-Бресса.